# Archangiopteris hokouensis
Archangiopteris hokouensis là một loài dương xỉ trong họ Marattiaceae. Loài này được Ching mô tả khoa học đầu tiên năm 1958.